# Киданьский язык
Киданьский язык — язык киданей (кит.  цидань), народа монгольской группы. В начале X в. кидани захватили Северо-Восточный Китай и основали в 916 г. империю Ляо. Киданьское государство существовало до 1127 г., и было разгромлено чжурчжэнями.
Современные дауры считают себя прямыми потомками киданей.

## Грамматическая характеристика
Достоверных сведений о языке киданей немного. Существует ряд источников (записки, а также памятники и предметы обихода с надписами) киданьского языка, которые указывают на что, «киданьский язык лучше всего классифицируется как прото-монгольский»
В летописи «Истории Ляо» (1344) содержатся киданьские слова в китайской транскрипции, которые позволяют установить принадлежность киданьского языка к монгольской группе: nair (письм.-монг. naran, ср.-монг. («Сокровенное Сказание») naran, даг. nar) 'солнце'; sair (письм.-монг. saran, ср.-монг. sara, даг. saru: l) 'луна'; tauli (письм.-монг. taulai, ср.-монг. taulai, даг. taul’e:) 'заяц'; tau (письм.-монг. tabun, ср.-монг. tabun, даг. tau) 'пять'; jau (письм.-монг. jayun, ср.-монг. jaun, даг. jau 'сто') и некоторые другие.
Приведённые слова показывают, что киданьский язык был близок современному дагурскому, однако многие из киданьских слов в китайских летописях не имеют удовлетворительных толкований на монгольской почве.
Пример из «Истории государства князей» Е Лунли (24 глава): «Дяо Яо, ездивший послом к киданям, составил следующее стихотворение на киданьском языке, в котором говорилось:
Ведающий пирами илиби,
Смотрящий за домами хэбачжи
На прощание дали три пиле
Тайно пожаловали десять били
(Перевод В. С. Таскина)».
Из четырёх киданьских слов лишь одно может быть сближено со словом языков алтайской семьи, с монгольским и тюркским.
Это слово хэбачжи — qapuqchi 'привратник' (др. монг. qabalγaci 'привратник', ср. монг. qaγalγaci 'привратник') (ср. тюрк. qapuq 'ворота').
Транслитерация и перевод некоторых распространённых категорий киданьских слов:
Числа
| Киданьский  | Транслитерация монгольского | Современное произношение на монгольском | Перевод                      |
| ----------- | --------------------------- | --------------------------------------- | ---------------------------- |
| omc         | onca                        | onts                                    | необыкновенный, единственный |
| j.ur.er     | jirin                       | jiremsen                                | двойственный, беременный(ая) |
| hu.ur.er    | gurba 'three'               | gurav, gurvan                           | три, третий                  |
| durer/duren | dörben                      | döröv, dörvön                           | четыре                       |
| tau         | tabun                       | tav, tavan                              | пять                         |
| t.ad.o.ho   | tabu-daki                   | tav dahi                                | пятый                        |
| nil         | jirgugan                    | zurgaa (то есть «jir х gur» или 2x3)    | шесть                        |
| da.lo.er    | dologa                      | doloo                                   | семь                         |
| nyo.i       | nayim                       | naim                                    | восемь                       |
| yis, onyo   | yesü                        | yüs, yüsön                              | девять                       |
| jau         | jagun                       | zuu, zuun                               | сто, сотни                   |
| ming        | minggan                     | myanga, myangan                         | тысяча, тысячи               |

Времена года
| Киданьский | Транслитерация монгольского | Современное произношение на монгольском | Перевод |
| ---------- | --------------------------- | --------------------------------------- | ------- |
| heu.ur     | qabur                       | havar                                   | весна   |
| ju.un      | jun                         | zun                                     | лето    |
| n.am.ur    | namur                       | namar                                   | осень   |
| o.ul       | ebül                        | övöl                                    | зима    |

Время
| Киданьский | Транслитерация монгольского | Современное произношение на монгольском | Перевод               |
| ---------- | --------------------------- | --------------------------------------- | --------------------- |
| suni       | söni                        | shönö                                   | ночь                  |
| un.n/un.e  | önö                         | önöö                                    | нынешний, сегодняшний |

Природные объекты
| Киданьский | Транслитерация монгольского | Современное произношение на монгольском | Перевод |
| ---------- | --------------------------- | --------------------------------------- | ------- |
| sair       | sara                        | sar                                     | луна    |
| nair       | nara                        | nar                                     | солнце  |
| eu.ul      | egüle                       | üül                                     | облако  |
| s.eu.ka    | sigüderi                    | shüüder                                 | роса    |
| m.em/m.ng  | mönggö                      | möngö                                   | серебро |

Личные отношения
| Киданьский | Транслитерация монгольского         | Современное произношение на монгольском | Перевод           |
| ---------- | ----------------------------------- | --------------------------------------- | ----------------- |
| mo ku      | eme                                 | em                                      | женщина           |
| deu        | degü                                | düü                                     | младший брат      |
| n.ai.ci    | nayija                              | naiz                                    | друг              |
| na.ha.an   | nagaca                              | nagats                                  | дядя              |
| s.ia/s.en  | sayin                               | sain                                    | хорошо, хороший   |
| g.en.un    | genü='сожалеть' в письме Аргун-хан) | genen, gem                              | наивный, сожалеть |
| ku         | kümün                               | hün, hümün                              | человек           |
| c.i.is     | cisu                                | tsus                                    | кровь             |

Животные
| Киданьский | Транслитерация монгольского | Современное произношение на монгольском | Перевод |
| ---------- | --------------------------- | --------------------------------------- | ------- |
| ni.qo      | noqai                       | nohoi                                   | собака  |
| mo.ri      | mori                        | mori                                    | лошадь  |
| s.au.a     | sibuga                      | shuvuu                                  | птица   |
| uni        | üniye                       | ünee                                    | корова  |
| em.a       | imaga                       | yamaa                                   | коза    |
| tau.li.a   | taulai                      | tuulai                                  | заяц    |
| te.qo.a    | taqiya                      | tahia                                   | курица  |
| mu.ho.o    | mogoi                       | mogoi                                   | змея    |

## Письменность
В 925 г. было изобретено «малое киданьское письмо», состоящее из примерно 370 знаков. «Большое письмо» было изобретено на 5 лет раньше и скорее всего было идеографическим.

## Исследования
С середины 1980-х годов расширилась исследовательская база для дешифровки памятников малого киданьского письма, благодаря чему удалось определить грамматические функции некоторых графем, установить фонетические значения большого числа знаков и на этой основе представить убедительные версии прочтения отдельных фрагментов ранее обнаруженных памятников. В 1982 г. появились две крупные работы по фонетической расшифровке: словарь и графический анализ около 400 (из 700) наиболее употребительных знаков киданьского письма В. С. Старикова и работа по дистрибутивному анализу графем М. В. Арапова. В 1985 вышел труд «Исследование малого киданьского письма» Чингэлтэя, Чэнь Найсюна и других учёных из Хух-Хото (КНР). На данный момент исследователи всё ещё весьма далеки от полной расшифровки киданьских памятников.